# مدير الموارد البشرية
مدير الموارد البشرية هو فيلم من نوع دراما أُصدر في 2010. الفيلم من توزيع Sacher Film ‏، وهو من إخراج عيران ريكليس، أما السيناريو فكان من كتابة إبراهيم جبريل يشوع وNoah Stollman ‏. الفيلم مقتبسٌ من A Woman in Jerusalem ‏ من تأليف إبراهيم جبريل يشوع.

## القصة
تقع أحداث الفيلم في رومانيا.

## طاقم التمثيل
- مارك إيفانير
- Rozina Cambos [الإنجليزية]‏
- غوري الالفي [الإنجليزية]‏
- جيلا الماجور
- ريموند آمسالم
- ايغال ساد  [لغات أخرى]‏
- ايرينا بيتريسكو

## الإنتاج
موسيقى الفيلم التصويرية كانت من تأليف سيريل موران.

## وصلات خارجية
- مدير الموارد البشرية على موقع IMDb (الإنجليزية)
- مدير الموارد البشرية على موقع ميتاكريتيك (الإنجليزية)
- مدير الموارد البشرية على موقع روتن توميتوز (الإنجليزية)
- مدير الموارد البشرية على موقع نتفليكس (الإنجليزية)
- مدير الموارد البشرية على موقع ألو سيني (الفرنسية)
- مدير الموارد البشرية على موقع Turner Classic Movies (الإنجليزية)
- مدير الموارد البشرية على موقع أول موفي (الإنجليزية)
- مدير الموارد البشرية على موقع فيلمافينيتي (الإسبانية)
- مدير الموارد البشرية على موقع قاعدة بيانات الفيلم (الإنجليزية)
- مدير الموارد البشرية على موقع ليتربوكسد (الإنجليزية)